# Bastien Duculty
Bastien Duculty, né le 28 novembre 1992 à Sablons (Isère), est un coureur cycliste français.

## Biographie
Il devient coureur professionnel en 2017 avec l'équipe Armée de terre. Comme de nombreux coureurs français, il commence sa saison sur l'Etoile de Bessèges (33e du classement général), il enchaîne avec le Tour du Haut-Var, duquel il prend la 12e place du général. Le 2 avril, il se fracture la clavicule à l'occasion de la Roue tourangelle. Il est infecté par un staphylocoque lors de son opération, gêné par ce virus, il abandonne dès la première étape du Tour de Savoie Mont-Blanc le 15 juin. De nouveau opéré, il est six semaines sous antibiotiques avant de pouvoir reprendre l'entraînement et la compétition, qu'il retrouve sur le Tour du Poitou-Charentes en août. En septembre, il conclut à la 14e place le Tour du Gévaudan, 4e du classement de la montagne. Malgré des résultats encourageants en dépit de ces périodes d'indisponibilité, cette première saison chez les professionnels sera sans lendemain à ce niveau, libre de tout contrat après l'arrêt de l'équipe de l'Armée, il s'engage pour la saison 2018 avec le VC Villefranche Beaujolais, évoluant en DN2.

## Palmarès et résultats

### Palmarès sur route
- 2008
  - 2e du championnat de France sur route cadets
- 2010
  - 3e étape du Tour du Valromey
- 2013
  - Classement général du Tour de la Creuse
- 2014
  - 2e étape du Tour du Jura (contre-la-montre par équipes)
  - Tour du Haut-Livradois Sud
- 2015
  - Champion de Rhône-Alpes
  - Grand Prix du Canton de Gleizé
  - 2e de la Transversale des As de l'Ain
- 2016
  - Grand Prix Souvenir Jean-Masse
  - Châtillon-Dijon
  - Tour du Périgord
  - 2e étape du Tour d'Auvergne
  - Grand Prix de Chardonnay
  - 2e de la Classique Champagne-Ardenne
  - 3e du Tour d'Auvergne
- 2017
  - 2e de la Ronde du Pays basque
- 2018
  - Grand Prix de Nandax
  - Classement général du Tour Nivernais Morvan
  - Classement général du Tour de Mareuil-Verteillac-Ribérac
  - 2e d'Annemasse-Bellegarde et retour
  - 3e du Tour des Deux-Sèvres
- 2022
  - 1re étape du Memorial Fred Culé
  - 4e étape du Tour de Martinique
- 2023
  - Grand Prix Boris Carène :
    - Classement général
    - 1re et 3eb (contre-la-montre) étapes

  - Grand Prix de l'USL
  - 2e étape du Grand Prix de la Saint-Jean
  - 2e étape du Tour de Marie-Galante

### Classements mondiaux
| Année           | 2016   | 2017   |
| --------------- | ------ | ------ |
| UCI Europe Tour | 1 633e | 1 312e |

### Palmarès en cyclo-cross
- 2011-2012
  - Challenge la France cycliste de cyclo-cross espoirs #1, Lignières-en-Berry